# Heterophleps endoi
Heterophleps endoi är en fjärilsart som beskrevs av Inoue 1982. Heterophleps endoi ingår i släktet Heterophleps och familjen mätare. Inga underarter finns listade i Catalogue of Life.